# فاليري دوموفتشيسكي

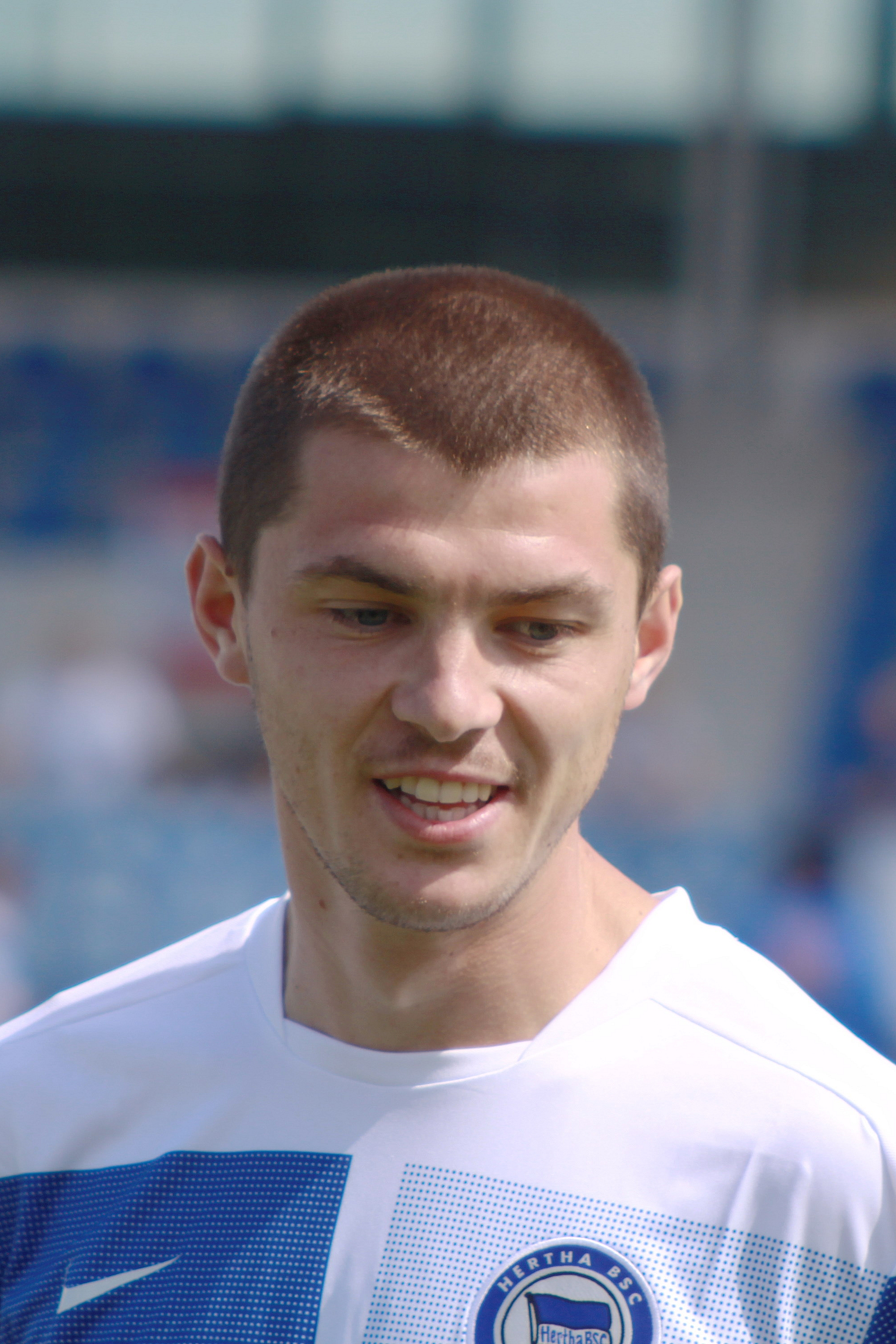

فاليري انجيلوف دوموفتشيسكي (بالبلغارية: Валери Домовчийски)‏ (مواليد 5 أكتوبر 1986 في بلوفديف - بلغاريا) لاعب كرة قدم بلغاري يلعب حاليا لصالح نادي الدرجة الأولى هرتا برلين الألماني منذ 2008 في مركز مهاجم ثاني .

## روابط خارجية
- فاليري دوموفتشيسكي على موقع قاعدة بيانات كرة القدم.إي يو (الإنجليزية)
- فاليري دوموفتشيسكي على موقع بيانات كرة القدم. دي إي (الألمانية)
- فاليري دوموفتشيسكي على موقع ناشيونال فوتبول تيمز (الإنجليزية)
- فاليري دوموفتشيسكي على موقع Soccerway.com (الإنجليزية)
- فاليري دوموفتشيسكي على موقع عالم كرة القدم.نت (الإنجليزية)
- فاليري دوموفتشيسكي على موقع كووورة